# Spathius vahalis
Spathius vahalis är en stekelart som beskrevs av Nixon 1943. Spathius vahalis ingår i släktet Spathius och familjen bracksteklar. Inga underarter finns listade i Catalogue of Life.